# Miner County
Miner County ist ein County im Osten des Bundesstaates South Dakota der Vereinigten Staaten. Das U.S. Census Bureau hat bei der Volkszählung 2020 eine Einwohnerzahl von 2298 ermittelt. Der Sitz der Countyverwaltung (County Seat) ist in Howard.

## Geographie
Das County hat eine Fläche von 1481 Quadratkilometern; davon sind 4 Quadratkilometer (0,29 Prozent) Wasserflächen. Er ist in 16 Townships eingeteilt: Adams, Beaver, Belleview, Canova, Carthage, Clearwater, Clinton, Grafton, Green Valley, Henden, Howard, Miner, Redstone, Rock Creek, Roswell und Vermillion.

## Geschichte
Das County wurde am 8. Januar 1873 gegründet und die Verwaltungsorganisation am 2. Dezember 1880 abgeschlossen. Es wurde nach den Brüdern Nelson (1827–1879) und Ephraim Miner (1833–?) benannt, die beide Abgeordnete in der gesetzgebenden Versammlung des Dakota-Territoriums waren.
Vier Bauwerke des Countys sind im National Register of Historic Places (NRHP) eingetragen (Stand 6. August 2018).

## Städte und Gemeinden
Städte (cities)
- Carthage
- Howard

Gemeinden (towns)
- Canova
- Roswell